# Porter Wayne Wagoner
Porter Wayne Wagoner (ur. 12 sierpnia 1927 w West Plains, zm. 28 października 2007 w Nashville) – amerykański piosenkarz country, trzykrotny zdobywca nagrody Country Music Association za piosenki wykonane z Dolly Parton. W latach 1954–1983 nagrał 81 singli, w tym „A Satisfied Mind” (Nr 1, 1955), „Misery Loves Company” (Nr 1, 1962), „I’ve Enjoyed as Much of This as I Can Stand” (Nr 7, 1962–1963), „Sorrow on the Rocks” (Nr 5, 1964), „Green, Green Grass of Home” (Nr 4, 1965), „Skid Row Joe” (Nr 3, 1965–1966), „The Cold Hard Facts of Life” (Nr 2, 1967) i „The Carroll County Accident” (Nr 2, 1968–1969).

## Kariera
Przypisano mu pomoc w rozpoczęciu kariery Dolly Parton, z którą nagrał 14 piosenek, które osiągnęły wysoką lokatę na listach przebojów muzyki country. W 1954 miał swój pierwszy przebój „Company’s Comin’”. W następnym roku „Satisfied Mind” (1955) osiągnął pierwsze miejsce. Był członkiem obsady programu telewizyjnego Ozark Jubilee (1955–56), zanim przeniósł się do Nashville, gdzie w 1957 dołączył do Grand Ole Opry, gdzie stał się znany ze swoich krzykliwych garniturów i efektownej fryzury blond jako gwiazda Grand Ole Opry. W 1960 został gospodarzem własnego programu telewizyjnego The Porter Wagoner Show, który trwał 21 lat i osiągnął szczyt popularności wśród ponad trzech milionów widzów. Wagoner regularnie pojawiał się na listach przebojów w latach 60. XX wieku z piosenkami, w tym „Green, Green Grass of Home”, „Misery Loves Company”, „Carroll County Accident” i „Sorrow on the Rocks”. W ciągu tej dekady zdobył trzy nagrody Grammy za muzykę gospel, którą nagrał z kwartetem The Blackwood Brothers. Jego albumy takie jak Soul of a Convict (1967) o tematyce więziennej, były jednymi z pierwszych w gatunku muzyki country. W 2002 został wprowadzony do Country Music Hall of Fame. W 2007 wydał uznany przez krytyków album Wagonmaster.
Zmarł w wieku 80. lat, a przyczyną zgonu był rak płuc. To właśnie jemu Dolly Parton poświęciła słynną piosenkę „I Will Always Love You”, która później została rozpropagowana dzięki coverowi Whitney Houston.

## Albumy studyjne
- Satisfied Mind (1957)
- A Slice of Life: Songs Happy 'n' Sad (1962)
- Porter Wagoner and Skeeter Davis Sing Duets (z Skeeter Davis) (1962)
- Y'all Come (1963)
- The Bluegrass Story (1964)
- The Thin Man from West Plains (1965)
- The Grand Ole Gospel (z Blackwood Brothers Quartet) (1966)
- Confessions of a Broken Man (1966)
- Soul of a Convict and More Great Prison Songs (1967)
- More Grand Ole Gospel (z Blackwood Brothers Quartet) (1967)
- The Cold Hard Facts of Life (1967)
- Just Between You and Me (z Dolly Parton) (1968)
- The Bottom of the Bottle (1968)
- Just the Two of Us (z Dolly Parton) (1968)
- In Gospel Country (z Blackwood Brothers Quartet) (1968)
- The Carroll County Accident (1969)
- Always, Always (z Dolly Parton) (1969)
- Me and My Boys (1969)
- You Got-ta Have a License (1970)
- Porter Wayne and Dolly Rebecca (z Dolly Parton) (1970)
- Once More (z Dolly Parton) (1970)
- Skid Row Joe Down in the Alley (1970)
- Two of a Kind (z Dolly Parton) (1971)
- Simple as I Am (1971)
- Porter Wagoner Sings His Own (1971)
- The Right Combination • Burning the Midnight Oil (z Dolly Parton) (1972)
- What Ain’t to Be, Just Might Happen (1972)
- Ballads of Love (1972)
- Together Always (z Dolly Parton) (1972)
- Experience (1972)
- We Found It (z Dolly Parton) (1973)
- Love and Music (z Dolly Parton) (1973)
- I'll Keep on Lovin' You (1973)
- The Farmer (1973)
- Tore Down (1974)
- Porter 'n' Dolly (z Dolly Parton) (1974)
- Highway Headin' South (1974)
- Sing Some Love Songs, Porter Wagoner (1975)
- Say Forever You'll Be Mine (z Dolly Parton) (1975)
- Porter (1977)
- Today (1979)
- When I Sing for Him (1979)
- Porter & Dolly (z Dolly Parton) (1980)
- Porter Wagoner's Greatest (1981)
- Natural Wonder (1982)
- Viva (1983)
- Porter Wagoner (1986)
- The Best I've Ever Been (2000)
- Unplugged (2002)
- 22 Grand Ole Gospel 2004 (2003)
- Something to Brag About (z Pam Gadd) (2004)
- 18 Grand Ole Gospel 2005 (2005)
- Gospel 2006 (2006)
- The Versatile Porter Wagoner (2006)
- Wagonmaster (2007)
- Best of Grand Ole Gospel 2008 (2007)